# 郑义正
郑义正（1935年10月—），男，汉族，福建寿宁人，中华人民共和国政治人物，曾任福建省人民检察院检察长，福建省人大常委会副主任，第七届全国人大代表。